# Vasili Degtiariov

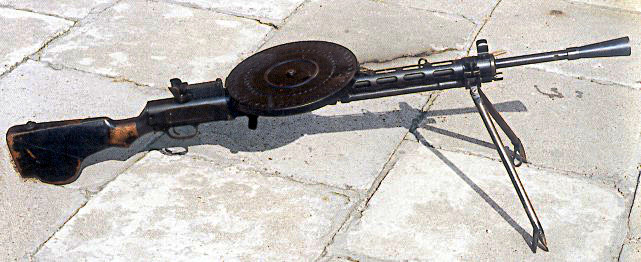
Una DP-27.

Vasili Alekséyevich Degtiariov (en ruso: Васи́лий Алексе́евич Дегтярёв; 2 de enero de 1880, Tula - 16 de enero de 1949, Moscú) fue un diseñador de armas ruso, mayor-general del Servicio de Ingeniería y Artillería, Doctor en Ciencias Técnicas (1940), y Héroe del Trabajo Socialista (1940). 
Vasili Degtiariov encabezó el primer despacho de diseño de armas de fuego soviético. Creó varios tipos de ametralladoras, subfusiles y fusiles antitanque.

## Biografía
Nacido en la ciudad de Tula, a los 11 años comenzó a trabajar en la Planta de armas de Tula.
Fue reclutado para el Ejército Ruso en 1901.
Desde 1905 trabajó como mecánico en el taller del polígono de armas. Aquí, bajo la dirección de su mentor V. G. Fiódorov, comenzó a fabricar el primer prototipo de fusil automático. En 1912, este fusil fue probado.
En 1916, hizo su primer invento independiente: una carabina automática.
En 1924 comenzó a desarrollar una ametralladora ligera de 7,62 mm. En 1927, el Ejército Rojo fue equipado con la ametralladora ligera llamada ДП, o DP-27 (en ruso: Дегтярёва Пехотный (Ametralladora de) Infantería Degtiariov).
Este diseño condujo a:
- Dos ametralladoras de avión: ДА (DA) y ДА-2 (DA-2) (Дегтярёва Авиационный)[1][3]
- Una ametralladora de tanque: ДТ, o DT (Дегтярёва Танковый)[1][3]

En 1930, Degtiariov diseñó su ametralladora pesada de 12,7 mm, la ДК, o DK (Дегтярёва Крупнокалиберный). En 1938, esta ametralladora sería actualizada por Georgi Shpagin y llamada ДШК (DShK) (Дегтярёва Шпагина Крупнокалиберный).
Degtiariov también diseñó algunos modelos de subfusiles, los mejores de los cuales serían adoptados por el Ejército Soviético en 1934 (modernizado en 1940) como el ППД PPD-40 (de Пистолет-пулемёт Дегтярёва, Subfusil de Degtiariov).
En 1939, Degtiariov diseñó su ametralladora media llamada ДС, o DS (Дегтярёва Станковый). La DS-39 fue entregada al Ejército Rojo y usada en la Guerra de Invierno de 1939-1940. La cinta que alimentaba el mecanismo dañaba los cartuchos y el arma demostró ser demasiado compleja y poco fiable debido a las averías, por lo cual fue retirada del servicio.
Se convirtió en miembro del PCUS en 1941.
Durante la Gran Guerra Patriótica, el Ejército Soviético adoptó el fusil antitanque de 14,5 mm de Degtiariov, el ПТРД, o PTRD (Противотанковое Ружьё Дегтярёва) y la ametralladora ligera RPD de 1944.
Fue enterrado en Kovrov.
En 1954 se erigió un monumento en la ciudad de Kovrov.

## Condecoraciones
- Premio Estatal Stalin en 1941, 1942, 1944 y 1949 (póstumamente)[2][3]
- Héroe del Trabajo Socialista (2 de enero de 1940),[2][3] recibió el segundo premio de este género, sólo dos semanas después que el propio Stalin
- Orden de Lenin (tres veces)[2][3]
- Orden de Suvórov de 1.ª Clase[3] (1945)
- Orden de Suvórov de 2.ª Clase[3] (1944)
- Orden de la Bandera Roja del Trabajo[3]
- Orden de la Estrella Roja[3] (1932)
- varias medallas[2]

## Publicaciones
- Г. Д. Нагаев. Русские оружейники. М., 1966
- В. В. Бахирев, И. И. Кириллов. Конструктор В. А. Дегтярев. За строками биографии. 2-е изд., пер. и доп. М., Воениздат, 1983 - 240 стр.
- Дегтярёв Вас. Ал. // Советский энциклопедический словарь. редколл., гл. ред. А. М. Прохоров. 4-е изд. М., "Советская энциклопедия", 1986. стр.367
- Дегтярёв Вас. Ал. // Большой энциклопедический словарь (в 2-х тт.). / редколл., гл. ред. А. М. Прохоров. том 1. М., "Советская энциклопедия", 1991. стр.367